# 길경호
길경호(吉景鎬, 1978년 9월 12일~)는 대한민국의 축구 선수이며, 포지션은 공격수이다.
대구대학교 축구부를 거쳐 K리그 드래프트를 통해서 안양 LG 치타스에 입단하여 1년간 활동했다.